# Македонія (римська провінція)
Македонія (лат. Macedonia) — провінція Римської республіки, а потім і Римської імперії.

## Історія
Провінція Македонія виникла на місці однойменної держави в результаті низки Македонських воєн. Військова експансія Риму на Балкани призвела до його зіткнення з Македонією. Ще під час Другої Пунічної війни вибухнула перша війна з Македонією (215—205 до н. е.), яка не принесла плодів жодній зі сторін. Уже за п'ять років Рим отримав можливість зосередити свої сили на Македонії і в результаті Другої Македонської війни (200—196 до н. е.) позбавити її всіх володінь за межами своїх історичних кордонів. Цар Персей, який прийшов до влади у 179 до н. е., молодий і діяльний, спробував відновити колишню велич Македонії, внаслідок чого спалахнула Третя Македонська війна (171—168 до н. е.), яка з самого початку складалась не на користь римлян — у битві біля Лариси війська Публія Ліцинія Красса були повністю розбиті. Проте вже 169 до н. е. війська консула Квінта Марція Філіппа вторглися до Македонії, однак ухилилися від вирішальної битви з причини того, що солдати були вкрай виснажені походом. Доля війни вирішилася в наступному році, коли в битві біля Підни легіони консула Луція Емілія Павла розбили македонян, а самого царя Персея видали його ж сановники. Македонське царство було роздроблено на чотири республіки під римським протекторатом.
У 150 до н. е. самозванець Андріск оголосив себе сином царя Персея і за допомогою фракійських найманців прийшов до влади в Македонії. Рим послав проти Андріска військо під командуванням Квінта Цецилія Метелла, розв'язавши, таким чином, Четверту Македонську війну (150—148 до н. е.). У 148 до н. е. війська Андріска було розбито, а його самого захоплено в полон. За два роки (146 до н. е.) Македонія втратила навіть ілюзію самостійності, офіційно ставши провінцією Римської республіки. Крім Македонського царства до складу провінції увійшли території Епіру, Фессалії, частини Іллірії і Фракії.
Внаслідок реформи Діоклетіана 293 року Македонія була поділена на дві провінції: Македонія Перша (лат. Македонія Prima) на півдні і Македонія Друга (лат. Salutaris Македонія) на півночі. Їх було включено в діоцез Македонії — один з трьох діоцезів, що входили до префектури Іллірії, заснованої 318 року. Коли 379-го Префектуру Іллірію було розділено на Західну і Східну Іллірії, македонські провінції відійшли до Східної Іллірії. Після розділу імперії 395 року Македонія опинилася у складі Східної Римської імперії.

## Основні міста
| - Салоніки - Гераклея Лінкестіс - Деборус - Діон - Кассандрея | - Ліхнідос - Пелла - Скупи - Стоби |

## Керівництво
- легат Гай Поппей Сабін (15-35)